# Borbon, Cebu
Borbon là một đô thị hạng 4 của tỉnh Cebu, Philippines. Theo điều tra dân số năm 2007, đô thị này có dân số 32.278 người.

## Các đơn vị dân cư
Borbon được chia thành các đơn vị hành chính gồm 19 khu dân cư (khu phố) (barangay).
| - Bagacay - Bili - Bingay - Bongdo - Bongdo Gua - Bongoyan - Cadaruhan - Cajel - Campusong - Clavera | - Don Gregorio Antigua (Taytayan) - Laaw - Lugo - Managase - Poblacion - Sagay - San Jose - Tabunan - Tagnucan |